# Andreas von Prondczynsky

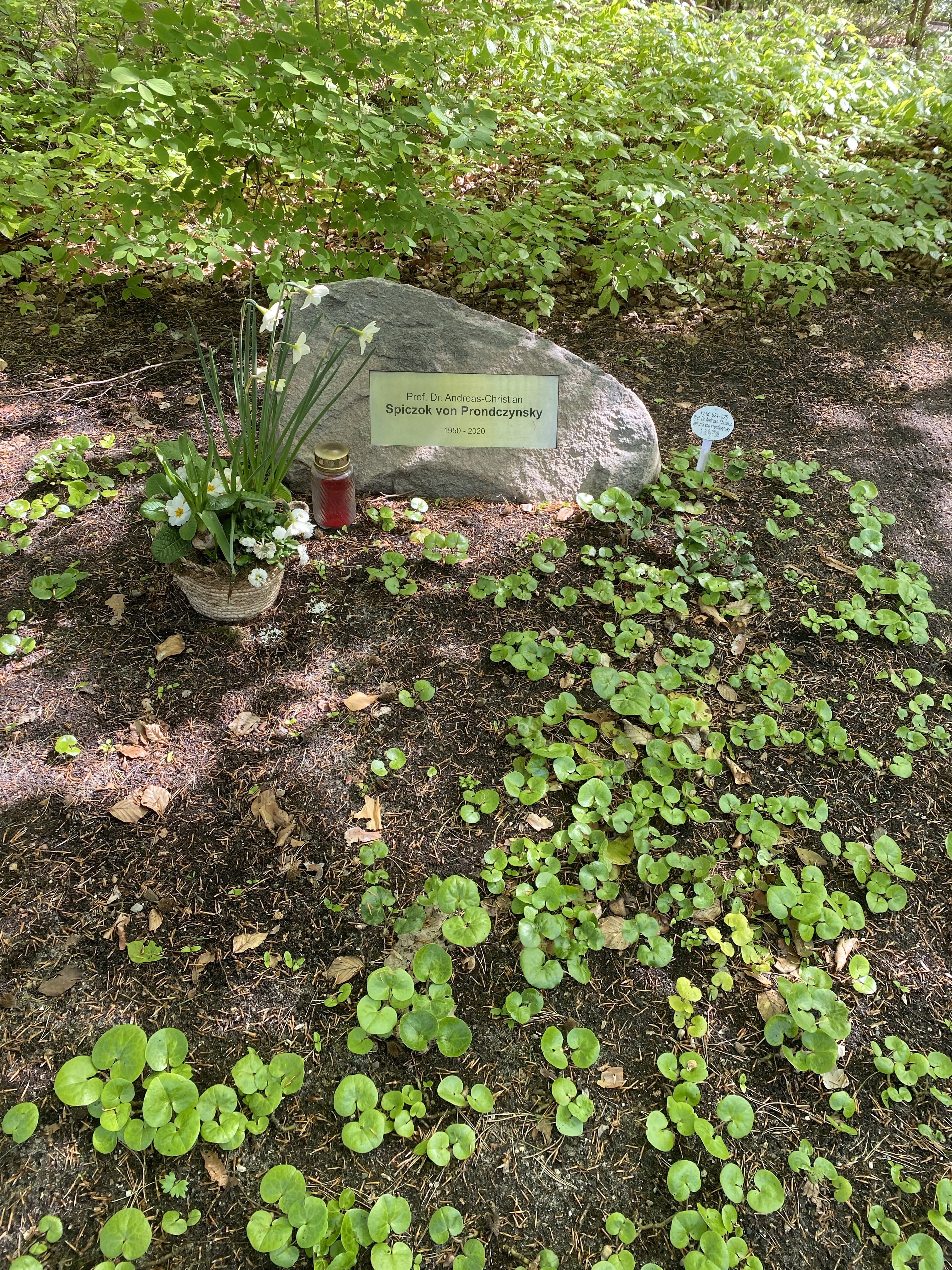
Grabstätte auf dem Waldfriedhof Zehlendorf

Andreas-Christian Spiczok von Prondczynsky  (* 5. September 1950 in Berlin; † 13. Oktober 2020) war ein deutscher Pädagoge.

## Leben
Andreas Spiczok von Prondczynsky wurde als Sohn des promovierten Chemikers Gerhard Spiczok von Prondczynsky geboren und entstammt einer Nebenlinie des preußisch-polnischen Adelsgeschlechts derer von Spiczak. Nach Erwerb der Allgemeinen Hochschulreife 1970 an der Leibnizschule (Offenbach am Main) studierte er für das Lehramt für die Sekundarstufe (Germanistik, Geschichtswissenschaft) an der Universität Frankfurt am Main (Staatsexamen 1974). Nach dem Studium der Erziehungswissenschaft (Diplom 1976), der Promotion zum Dr. phil. an der Universität Frankfurt am Main 1979 und der Habilitation in Erziehungswissenschaft 1991 war er von 1995 bis 2007 Professor für Allgemeine Pädagogik an der Universität Flensburg. Seit 2007 war er Professor für Allgemeine Pädagogik (mit dem Schwerpunkt Systematische und Historische Erziehungswissenschaft) an der TU Braunschweig.
Andreas Spiczok von Prondczynsky wurde auf dem Waldfriedhof Zehlendorf (Feld 024-925) beigesetzt. Er hinterließ seine Ehefrau Angelika (* 1955, Diplom-Designerin und Unternehmerin) sowie seine beiden Söhne Filip und Vico Spiczok von Prondczynsky, welche beide das Studium der Betriebswirtschaftslehre absolvierten.

## Schriften (Auswahl)
- Gesellschaftliche Arbeit und Identität. Ein Beitrag zur Berufsbildungsforschung. Frankfurt am Main 1980, ISBN 3-593-32780-5.
- Die unendliche Sehnsucht nach sich selbst: auf den Spuren eines neuen Mythos. Versuch über eine „Unendliche Geschichte“. Frankfurt am Main 1983, ISBN 3-7638-0116-2.
- Pädagogik und Poiesis. Eine verdrängte Dimension des Theorie-Praxis-Verhältnisses. Opladen 1993, ISBN 3-8100-1122-3.